# دانیل شین
دانیل شین (انگلیسی: Danielle Sheen؛ زادهٔ ۱۱ ژوئن ۱۹۹۰) بازیکن فوتبال اهل بریتانیا است.
از باشگاه‌هایی که در آن بازی کرده‌است می‌توان به باشگاه فوتبال زنان لیورپول اشاره کرد.